# Medžugorje
Medžugorje (izvirno hrvaško Međugorje) je znan romarski kraj v Občini Čitluk v Bosni in Hercegovini, poznan po domnevnih Marijinih prikazovanjih. Rimskokatoliška cerkev do sedaj prikazovanj ni uradno potrdila.
Prebivalstvo kraja je skoraj v celoti hrvaško. V bližini se nahaja hrib Crnica, kraj prvih prikazovanj, in Križevac (448 mnm) s križem na vrhu.

## Župnija Medžugorje
Prva omemba župnije izhaja iz listine z dne 2. aprila 1599, ki omenja 6 župnij, med njimi Medžugorje. Te župnije so upravljali frančiškani iz samostana v Zaostrogu. Kasneje je teritorij župnije spadal pod župnijo Brotnjo. Ta v tistem času ni imela samo enega središča, saj so se frančiškani zaradi preganjanj Turkov pogosto premikali od vasi do vasi, vendar je vsaj od sredine 18. stoletja naprej znano, da je imela sedež v Gradnićih. V 19. stoletju je iz nje nastalo nekaj samostojnih župnij. Župnija Medžugorje se je osamosvojila 1. maja 1892, z dekretom mostarsko-duvnovskega škofa Paškala Buconjića. Istega leta, še pred uradnim dekretom, je bilo zgrajeno župnišče, gradnjo pa je vodil gradniški župnik Pavo Petrović.
Prvo cerkev sv. Jakoba je zgradil župnik Nikola Šimović leta 1897. Dve desetletji zatem je bila cerkev že v zelo slabem stanju in pričeli so razmišljati o gradnji nove. Načrt je naredil znani hrvaški arhitekt Stjepan Podhorsky. Priprave na gradnjo so se začele leta 1925, sama gradnja pa junija 1935. Takrat so naredili temelje in zidove do višine približno treh metrov. Zatem je delo zaradi različnih vzrokov zastalo: nesloga župljanov glede lokacije nove cerkve, druga svetovna vojna in težko povojno obdobje. Gradnja je ponovno stekla leta 1966 in je trajala do leta 1969. Cerkev je bila blagoslovljena 19. januarja 1969. Še naprej so potekala dela v notranjščini. V času gradnje so maše potekale v kapeli v župnišču. Stara cerkev je bila podrta leta 1978. Danes se na tem mestu nahaja manjši park.
Leta 1933 je dal župnik Bernardin Smoljan ob praznovanju 1900. obletnice Kristusove smrti in vstajenja na hribu Šipovac postaviti 8,56 metra visok betonski križ. Hrib se od tedaj imenuje Križevac.
V župniji so se 24. junija 1981 začela domnevna Marijina prikazovanja, ki trajajo še danes in so tekom let prerasla v mednarodni fenomen. Kraj se je v treh desetletij razvij v pravo romarsko središče, z obiskom tisočih vernikov iz celega sveta.
Župnija upravno spada pod Dekanat Čitluk. Obsega pet naselij: Medžugorje, Bijakovići, Miletina, Šurmanci in Vionica. Poleg župnijske cerkve ima še tri podružnice: v Miletini, Vionici in v Šurmancih.